# Bourem
Bourem is een stad (commune urbaine) en gemeente (commune) in de regio Gao in Mali. De gemeente telt 27.500 inwoners (2009).